# В'язовець (Житомирський район)
В'язове́ць — село в Україні, у Пулинській селищній територіальній громаді Житомирського району Житомирської області. Кількість населення становить 267 осіб (2001). У 1923—54 роках — адміністративний центр колишньої однойменної сільської ради. До 1939 року — колонія.

## Населення
У 1906 році в поселенні налічувалося 522 мешканці, дворів — 72, у 1910 році — 352 жителі, у 1923 році — 736 жителів, дворів — 106, у 1924 році — 753 особи (з перевагою населення німецької та єврейської національностей), дворів — 109.
Відповідно до результатів перепису населення СРСР, кількість населення станом на 12 січня 1989 року становила 268 осіб. Станом на 5 грудня 2001 року, відповідно до перепису населення України, кількість мешканців села становила 267 осіб.

## Історія
Колишнє лютеранське поселення на власних землях, лежало за 40 км північно-західніше Житомира. Належало до лютеранської парафії у Геймталі.
У 1906 році — колонія Пулинської волості (2-го стану) Житомирського повіту Волинської губернії. Відстань до губернського центру, м. Житомир, становила 36 верст, від волосного центру, міст. Пулини — 4 версти. Найближче поштово-телеграфне відділення розміщувалося на станції Рудня.
У 1923 році включена до складу новоствореної Вацлавпільської сільської ради, яка 7 березня 1923 року увійшла до складу новоутвореного Пулинського району Житомирської округи. Розміщувалася за 4 версти від районного центру міст. Пулини та за 2 версти від центру сільської ради сільця Вацлавпіль. 24 серпня 1923 року, відповідно до рішення Волинської ГАТК (протокол № 4 «Про зміни границь в межах округів, районів і сільрад»), в колонії утворено окрему В'язовецьку сільську раду в складі Пулинського (згодом — Червоноармійський) району з підпорядкуванням колоній Вацлавпіль та Видерне.
Восени 1936 року переселено до Карагандинської області Казахстану 55 родин (280 осіб), з них 5 — польських і 50 — німецьких. Серед виселених 138 дорослих і 142 дитини.
У 1939 році колонію віднесено до категорії сіл. 11 серпня 1954 року, відповідно до указу Президії Верховної ради Української РСР «Про укрупнення сільських рад по Житомирській області», село підпорядковане Кошелівській сільській раді Червоноармійського району Житомирської області. 30 грудня 1962 року, в складі сільської ради, передане до Ємільчинського району Житомирської області, 7 січня 1965 року — до складу Новоград-Волинського району Житомирської області, 8 грудня 1966 року повернуте до складу відновленого Червоноармійського (згодом — Пулинський) району Житомирської області.
8 червня 2017 року включене до складу новоутвореної Пулинської селищної територіальної громади Пулинського району Житомирської області. Від 19 липня 2020 року, разом з громадою, у складі новоствореного Житомирського району Житомирської області.

## Відомі люди
- Грибан Григорій Петрович (нар. 1952) — український вчений у галузі фізичної культури і спорту та педагогіки, заслужений діяч науки і техніки України, доктор педагогічних наук, професор, академік Національної академії наук вищої освіти України.